# Эупильо
Эупильо (итал. Eupilio) — коммуна в Италии, располагается в регионе Ломбардия, подчиняется административному центру Комо.
Население составляет 2502 человека (на 2001 г.), плотность населения составляет 417 чел./км². Занимает площадь 6 км². Почтовый индекс — 22030. Телефонный код — 031.
Покровителем населённого пункта считается святой великомученик Георгий Победоносец. Праздник ежегодно празднуется 24 апреля.